# 10. december
10. december je 344. dan leta (345. v prestopnih letih) v gregorijanskem koledarju. Ostaja še 21 dni.

## Dogodki
- 1041 – bizantinska regentka Zoja po smrti soproga cesarja Mihaela IV. Paflagonca posinovi svojega nečaka Mihaela V. Kalafata in mu s tem podeli zakonito pravico do bizantinskega prestola
- 1508 – papež Julij II., nemški cesar Maksimiljan I., francoski kralj Ludvik XII. in aragonski kralj Ferdinand II. v Cambray-u sklenejo zavezništvo proti Otomanskem cesarstvu, ki je dejansko usmerjeno proti Beneški republiki
- 1520 – Martin Luther javno zažge bulo, s katero mu papež zagrozi z izobčenjem
- 1799 – iznajden je bil sistem SI
- 1806 – Francoska revolucija: Napoleon Bonaparte z organiziranjem judovske konference Judom ne pusti nobenega drugega izhoda kot sprejetje državljanskih pravic
- 1845 – Robert William Thompson patentira z zrakom polnjene pnevmatike
- 1901 – podeljene prve Nobelove nagrade
- 1927 – v Sloveniji se prične organizirano posredovanje dela
- 1936 – Edvard VII. abdicira z britanskega prestola
- 1941 –
  - japonske enote se izkrcajo na otoku Guam
  - japonsko vojno letalstvo potopi britanski bojni ladji HMS Prince of Wales in HMS Repulse
- 1948 – sprejeta splošna deklaracija o človekovih pravicah
- 1964 – Martin Luther King prejme Nobelovo nagrado za mir
- 1970 – Norman Borlaug, ameriški agronomist in humanitarni delavec, je za prispevek v boju proti svetovni lakoti prejel Nobelovo nagrado za mir
- 1982 – 119 držav podpiše konvencijo OZN o pomorskem mednarodnem pravu

## Rojstva
- 1267 – cesar Go-Uda, 91. japonski cesar († 1324)
- 1452 – Johannes Stöffler, nemški matematik, astronom, astrolog, duhovnik († 1531)
- 1538 – Giovanni Battista Guarini, italijanski pisatelj († 1612)
- 1741 – Aagje Deken, nizozemska pisateljica († 1804)
- 1787 – Thomas Hopkins Gallaudet, ameriški pionir izobrazbe gluhih († 1851)
- 1804 – Carl Gustav Jakob Jacobi, nemški matematik († 1851)
- 1805 – Johannes Elias Feisser, nizozemski teolog, ustanovitelj baptistične cerkve († 1865)
- 1815:
  - Errico Petrella, italijanski skladatelj († 1877)
  - Zachariah Chandler, ameriški politik († 1879)
- 1815 – Ada Lovelace, angleška matematičarka († 1852)
- 1822 – César Franck, francoski skladatelj († 1890)
- 1830 – Emily Dickinson, ameriška pesnica († 1886)
- 1845 – Wilhelm von Bode, nemški umetnostni kritik, kustos († 1929)
- 1866 – Louis Bolk, nizozemski anatom († 1930)
  - Adolf Loos, avstrijski arhitekt († 1933)
  - Pierre Louÿs, francoski pisatelj († 1925)
- 1872 – Ludwig Klages, nemški psiholog, filozof († 1956)
- 1882 – Otto Neurath, avstrijski filozof, sociolog in ekonomist († 1945)
- 1883 – Andrej Januarjevič Višinski, sovjetski pravnik, diplomat, državnik († 1954)
- 1891 –
  - Harold Alexander, britanski feldmaršal, politik († 1969)
  - Nelly Sachs, nemška pisateljica, pesnica, nobelova nagrajenka1966 († 1970)
- 1903 – Nikolaj Pirnat, slovenski slikar († 1948)
- 1907 – Lucien Laurent, francoski nogometaš in trener († 2005)
- 1908 – Olivier Messiaen, francoski skladatelj († 1992)
- 1910 – Ivan Štalec, slovenski matematik († 1994)
- 1918 – Anatolij Tarasov, ruski hokejski trener († 1995)
- 1958 – Cornelia Funke, nemška pisateljica
- 1969 – Rob Blake, kanadski hokejist
- 1980 – Sarah Chang, korejsko-ameriška violinistka
- 1983 – Xavier Samuel, avstralski filmski, televizijski in gledališki igralec
- 1985 – Raven Symoné, ameriška televizijska in filmska igralka, pevka

## Smrti
- 1081 – Nikefor III. Botanijat, bizantinski cesar (* 1002)
- 1113 – Radvan, emir Alepa
- 1198 – Ibn Rušd (Averroes), arabski filozof (* 1126)
- 1295 – Margareta Provansalska, francoska kraljica, križarka (* 1221)
- 1307 – Teodorik IV., lužiški mejni grof (* 1260)
- 1310 – Štefan I., vojvoda Spodnje Bavarske (* 1271)
- 1339 – Jadviga Kališka, poljska kraljica (* 1266)
- 1362 – Friderik III., avstrijski vojvoda, hiša Habsburžanov (* 1347)
- 1396 – Helena Kantakuzen, bizantinska cesarica (* 1333)
- 1475 – Paolo Uccello, italijanski slikar (* 1397)
- 1552 – Paolo Giovio - Paulus Jovius, italijanski zgodovinar (* 1483)
- 1603 – William Gilbert, angleški fizik, učenjak, filozof in zdravnik (* 1544)
- 1764 – Žaohui, kitajski general (* 1708)
- 1865 – Leopold I., belgijski kralj (* 1790)
- 1877 – Federico Ricci, italijanski operni skladatelj (* 1809)
- 1896 – Alfred Nobel, švedski kemik, ustanovitelj Nobelove nagrade (* 1833)
- 1911 – Joseph Dalton Hooker, angleški botanik, popotnik (* 1817)
- 1926 – Nikola Pašić, srbski politik (* 1845)
- 1929 – Franz Rosenzweig, nemški judovski filozof (* 1887)
- 1936 – Luigi Pirandello, italijanski pisatelj, dramatik, nobelovec 1934 (* 1867)
- 1954 – Marija Vera, slovenska gledališka igralka in režiserka (* 1881)
- 1960 – Mado Robin, francoska operna pevka (* 1918)
- 1961 – Marija Grošelj, slovenska učiteljica in pisateljica (* 1881)
- 1963 – Kavalam Madhava Panikar, indijski državnik, diplomat, učenjak (* 1895)
- 1968 – Karl Barth, švicarski protestantski teolog in filozof (* 1886)
- 1999 – Franjo Tuđman, hrvaški predsednik (* 1922)
- 2006 – Augusto Pinochet, čilenski general, diktator (* 1915)
- 2017 – Jernej Šugman, slovenski igralec (* 1968)

## Prazniki in obredi
- Mednarodni dan človekovih pravic